# Chaenotheca
Chaenotheca (Th. Fr.) Th. Fr. (trzonecznica) – rodzaj grzybów z rodziny Coniocybaceae. Ze względu na współżycie z glonami zaliczany jest do grupy porostów.

## Systematyka i nazewnictwo
Pozycja w klasyfikacji według Index Fungorum: Coniocybaceae, Coniocybales, Incertae sedis, Coniocybomycetes, Pezizomycotina, Ascomycota, Fungi.
Synonimy nazwy naukowej: Allodium Nyl., Calicium b Chaenotheca Th. Fr., Chaenothecomyces Cif. & Tomas., Cybebe Tibell, Cyphelium Chevall., Embolus Batsch, Eucyphelis Clem., Heydeniopsis Naumov.
Polska nazwa według W. Fałtynowicza.
Gatunki występujące w Polsce:
- Chaenotheca brachypoda (Ach.) Tibell 1987 – trzonecznica siarkowa
- Chaenotheca brunneola (Ach.) Müll. Arg. 1862 – trzonecznica brunatnawa
- Chaenotheca chlorella (Ach.) Müll. Arg. 1862 – trzonecznica kartuska
- Chaenotheca chrysocephala (Ach.) Th. Fr. 1860 – trzonecznica żółta
- Chaenotheca cinerea (Pers.) Tibell 1980[4] – trzonecznica szara
- Chaenotheca ferruginea (Turner ex Sm.) Mig. 1930 – trzonecznica rdzawa
- Chaenotheca furfuracea (L.) Tibell 1984 – trzonecznica otrębiasta
- Chaenotheca gracilenta (Ach.) Mattsson & Middelb. 1987 – trzonecznica wysmukła
- Chaenotheca hispidula (Ach.) Zahlbr. 1922 – trzonecznica szorstka
- Chaenotheca laevigata Nádv. 1934 – trzonecznica gładka
- Chaenotheca phaeocephala (Turner) Th. Fr. 1861 – trzonecznica zielonawa
- Chaenotheca stemonea (Ach.) Müll. Arg. 1862 – trzonecznica proszkowata
- Chaenotheca subroscida (Eitner) Zahlbr. 1922[4] – trzonecznica ziarenkowata
- Chaenotheca trichialis (Ach.) Hellb. 1870 – trzonecznica łuseczkowata
- Chaenotheca xyloxena Nádv. 1934 – trzonecznica naga

Nazwy naukowe na podstawie Index Fungorum. Nazwy polskie według W. Fałtynowicza.